# Booking.com
Booking.com là một trang web du lịch trực tuyến cho đặt chỗ, được thành lập vào năm 1996. Công ty được vận hành bởi Booking Holdings, có có trụ sở tại Hoa Kỳ, và là nguồn lợi nhuận chính của tập đoàn này. Booking.com có trụ sở tại Amsterdam, Hà Lan.
Trang web có 28 triệu danh sách gồm 148.000 điểm đến tại 228 quốc gia và vùng lãnh thổ trên toàn thế giới. Mỗi ngày, hơn 1.550.000 đêm phòng được đặt trước trên trang web. Trang web có sẵn trong 43 ngôn ngữ.

## Lịch sử
Booking.com trước đây được gọi là bookings.nl, thành lập vào năm 1996 bởi Geert-Jan Bruinsma, sáp nhập vào Bookings Online năm 2000, do Sicco và Alec Behrens, Marijn Muyser Bas Lemmens thành lập, hoạt động dưới tên Bookings.org. Tên và URL của bookings.nl đổi thành Booking.com, Stef Noorden được bổ nhiệm làm CEO sau đó. Năm 1997, Bruinsma muốn đăng tải một quảng cáo lên De Telegraaf, tờ báo Hà Lan có số phát hành lớn. Nhưng không trọn vẹn vì De Telegraaf chỉ chấp nhận quảng cáo với số điện thoại, không phải với một trang web. Vào năm 2002, Expedia đã từ chối mua bookings.nl.
Vào tháng 7 năm 2005, Booking.com được mua lại bởi Booking Holdings (hay còn gọi là Priceline Group) với giá 133 triệu đô la, công ty hợp tác với ActiveHotels.com, một công ty đặt phòng khách sạn trực tuyến châu Âu, mà được Booking Holdings mua lại với giá 161 triệu đô.
Năm 2006, Active Hotels Limited chính thức đổi tên thành Booking.com Limited. Việc tích hợp thành công đã giúp công ty mẹ cải thiện tình hình tài chính từ khoản lỗ 19 triệu đô la năm 2002 lên 1,1 tỷ đô la trong năm 2011. Việc mua lại này được một số phương tiện truyền thông ca ngợi là "thương vụ mua lại hay nhất trong lịch sử Internet".
Darren Huston được công ty mẹ bổ nhiệm làm CEO của Booking.com vào tháng 9 năm 2011, và cũng là Chủ tịch/CFO của Booking Holdings kể từ ngày 1 tháng 1 năm 2014 l, cho đến khi ông từ chức vào ngày 28 tháng 4 năm 2016 sau khi bị tiết lộ chuyện cá nhân tại nơi làm việc.
Sau khi Gillian Tans từ chức năm 2019, Glenn Fogel tiếp quản vị trí CEO.

## Các chiến lược công ty

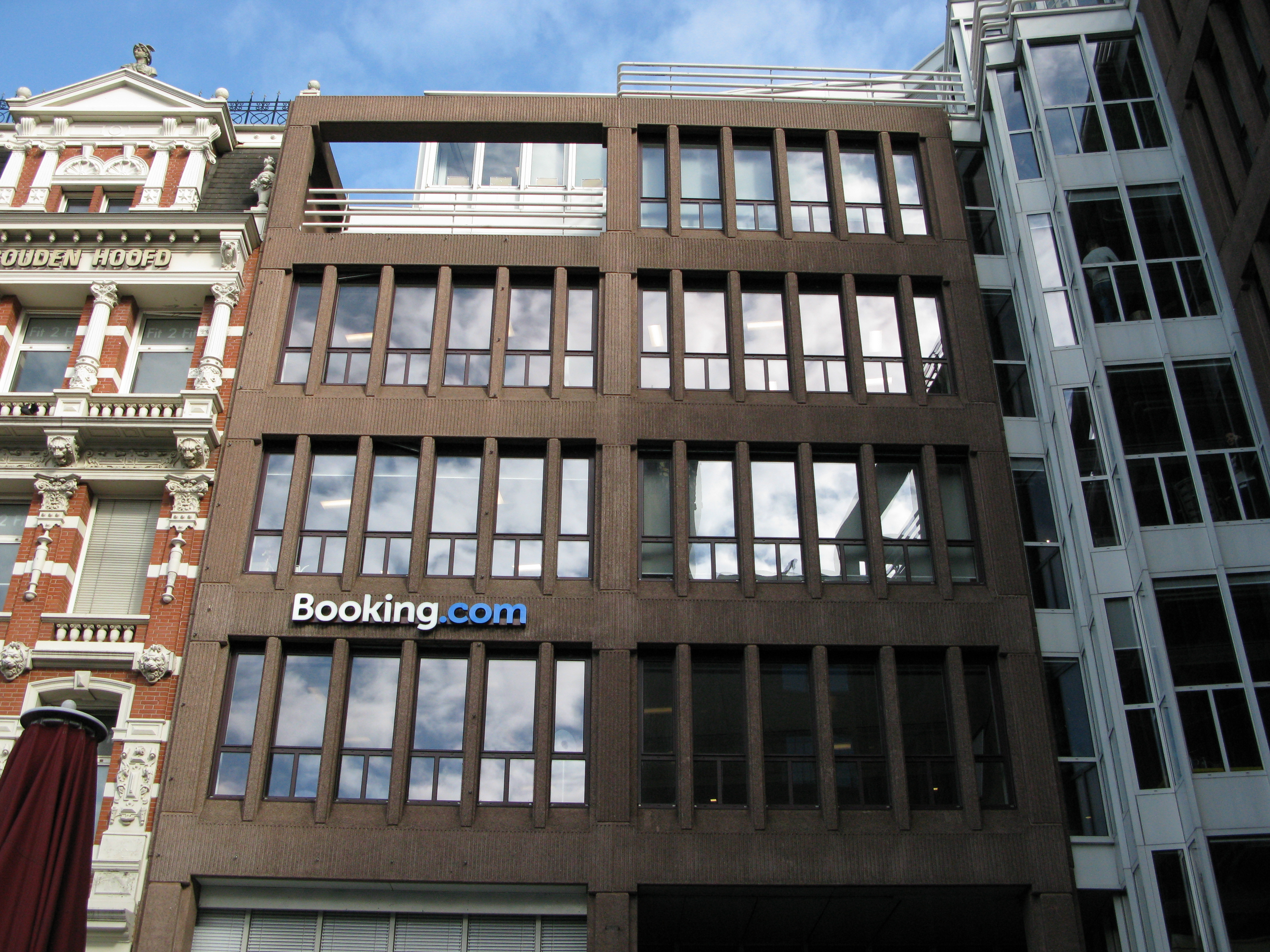
Một trong những văn phòng của Booking.com ở Amsterdam

### Tiếp thị

#### Quan hệ đối tác và thỏa thuận
Vào tháng 8 năm 2012, Ctrip, một công ty du lịch trực tuyến của Trung Quốc, đã thành lập mối quan hệ đối tác với công ty để cho Ctrip truy cập vào danh mục của Booking.com. Quan hệ đối tác phát triển mạnh vào tháng 6 năm 2018.
Vào tháng 2 năm 2013, Panorama Group, công ty du lịch lớn của Indonesia, đã thành lập đối tác với Booking.com để truy cập vào danh mục khách sạn của Booking.com.
Vào tháng 10 năm 2014, Ural Airlines đã thành lập một quan hệ đối tác với Booking.com.

#### Quảng cáo
Booking.com và các công ty liên quan là nhà chi tiêu hàng đầu trong danh mục du lịch & du khách của Google Adwords năm 2016, chi 3,5 tỷ đô la cho PPC, trả cho mỗi lần nhấp.
Vào tháng 1 năm 2013, chiến dịch thương hiệu đầu tiên của Booking.com, 'Ticket.yeah', được tung ra trên các đài truyền hình và trong các rạp chiếu phim cho thị trường Mỹ với công ty quảng cáo Wieden + Kennedy Amsterdam. Vào tháng 9 năm 2013, Úc đã trở thành thị trường thứ hai của chiến dịch. Vào tháng 1 năm 2014, công ty phát động một chiến dịch quảng cáo ở Canada, tiếp đến vào năm 2014 ở Anh, và cuối cùng ở Đức.

### Hoạt động

#### Phát triển ứng dụng
Vào tháng 11 năm 2010, công ty ra mắt ứng dụng di động của riêng họ cho iPad. Vào tháng 2 năm 2011, hệ điều hành Android được hỗ trợ ứng dụng này.
Vào tháng 4 năm 2012, công ty cho ra ứng dụng khách sạn "Booking.com Tonight", được thiết kế cho iPhone và iPod Touch. Vào tháng 10 năm 2012, công ty đã ra mắt ứng dụng đầu tiên cho Microsoft Windows, sử dụng Windows 8. Vào tháng 10 năm 2012, công ty cập nhật phiên bản của ứng dụng trên iPhone với chức năng mới là Passbook.
Vào tháng 12 năm 2012, công ty đã ra mắt ứng dụng Kindle Fire, có sẵn trong Amazon bao gồm Mỹ, Anh, Đức, Tây Ban Nha, Pháp, Ý và Nhật Bản. Vào tháng 7 năm 2015, công ty phát hành ứng dụng di động trên Android với phiên bản cải tiến.

## Tranh cãi và chỉ trích

### Rò rỉ dữ liệu khách hàng
Vào tháng 11 năm 2014, theo báo cáo, một số tin tặc có khả năng truy cập vào thông tin của khách hàng từ trang web. Booking.com cho biết họ cố gắng chung tay chống lại những kẻ lừa đảo và hoàn tiền cho khách hàng từ Anh, Mỹ, Pháp, Ý, UAE và Bồ Đào Nha. Kể từ việc này, Booking.com đã thực hiện các thay đổi để dữ liệu chỉ có thể được truy cập vào từ máy tính được liên kết đến máy chủ của khach sạn. Công ty đã "gỡ" hàng chục trang web lừa đảo, và hợp tác với một số ngân hàng để đóng băng các tài khoản ngân hàng mule.

### Cáo buộc chiếm quyền điều khiển thương hiệu của chủ khách sạn Đức
Vào tháng 2 năm 2015, một bức thư ngỏ được viết bởi chủ khách sạn người Đức Marco Nussbaum, đồng sáng lập và CFO của thương hiệu khách sạn "Prizeotel", đã chỉ trích hoạt động "đánh cắp thương hiệu" của Booking.com. Thư của ông nhắm vào các chi tiết liên quan đến việc sử dụng Google Adwords của Booking.com và cách mà nó đã gây thiệt hại cho doanh nghiệp của ông. Bức thư được các phương tiện truyền thông thảo luận, dẫn đến một cuộc tranh luận về những khó khăn và thách thức trong việc phân phối trực tuyến của ngành công nghiệp khách sạn.

### Cáo buộc thống trị thị trường
Vào tháng 4 năm 2015, Liên minh châu Âu cảnh báo rằng Booking.com là một trong công ty internet có thể đạt được sự thống trị thị trường quá mức.

### Vi phạm luật cạnh tranh của Thổ Nhĩ Kỳ
Vào tháng 3 năm 2017, một tòa án Thổ Nhĩ Kỳ đã tạm dừng các hoạt động của Booking.com do vi phạm luật cạnh tranh của quốc gia. Booking.com tạm dừng bán phòng ở nước này cho người dùng Thổ Nhĩ Kỳ, tuân theo lệnh chặn trang web. Tuy nhiên, trang web và ứng dụng có thể được sử dụng từ nước ngoài để đặt phòng cho các khách sạn ở Thổ Nhĩ Kỳ.